# Uyuni
Uyuni è un comune (municipio in spagnolo) della Bolivia nella provincia di Antonio Quijarro (dipartimento di Potosí) con 18.515 abitanti (dato 2010).

## Geografia e storia
Nel 1886 la prima ferrovia del Paese passava di qui: il primo treno transitò circa tre anni dopo. Venne fondata come avamposto commerciale l'11 luglio 1889 sotto la presidenza di Aniceto Arce. Il municipio è diviso in 8 distretti: 4 urbani e 4 rurali.
Nell'area sono presenti alcune coltivazioni agricole, ma di ridotta entità, a causa della scarsità di acqua. Nella città è presente un esteso mercato all'aperto. Il problema della disponibilità di acqua non interessa soltanto l'agricoltura: circa l'80% della popolazione non dispone di un servizio di acqua potabile.
È famosa per il deserto di sale a cui dà il nome (salar de Uyuni). Si tratta della salina più grande (12.000 km2) e più in alto (3.700 m) del mondo. Il sale qui estratto e lavorato serve a soddisfare il fabbisogno interno della Bolivia. Ora il turismo ha un peso notevole nell'economia locale in quanto la città costituisce il punto di partenza per le escursioni al salar.
Uyuni è anche un importante snodo ferroviario e si trova all'incrocio di importanti linee: per La Paz (via Oruro), per Calama (Cile), per Potosí, e per Villazón (sul confine argentino).

## Cantoni
Il comune è suddiviso in 5 cantoni.
- Chacala
- Coroma
- Huanchaca
- Pulacayo
- Uyuni